# Fayette megye (Tennessee)
Fayette megye az Amerikai Egyesült Államokban, azon belül Tennessee államban található. Megyeszékhelye Somerville, legnagyobb városa Oakland. Lakosainak száma 41 990 fő (2020. április 1.). Fayette megye Haywood, Hardeman, Benton, Marshall, Shelby és Tipton megyékkel határos.

## Népesség
A megye népességének változása:
| Lakosok száma | 38 398 | 38 475 | 38 561 | 38 690 | 39 165 | 41 990 |
|               | 2010   | 2011   | 2012   | 2013   | 2015   | 2020   |